# CAF Talent 3

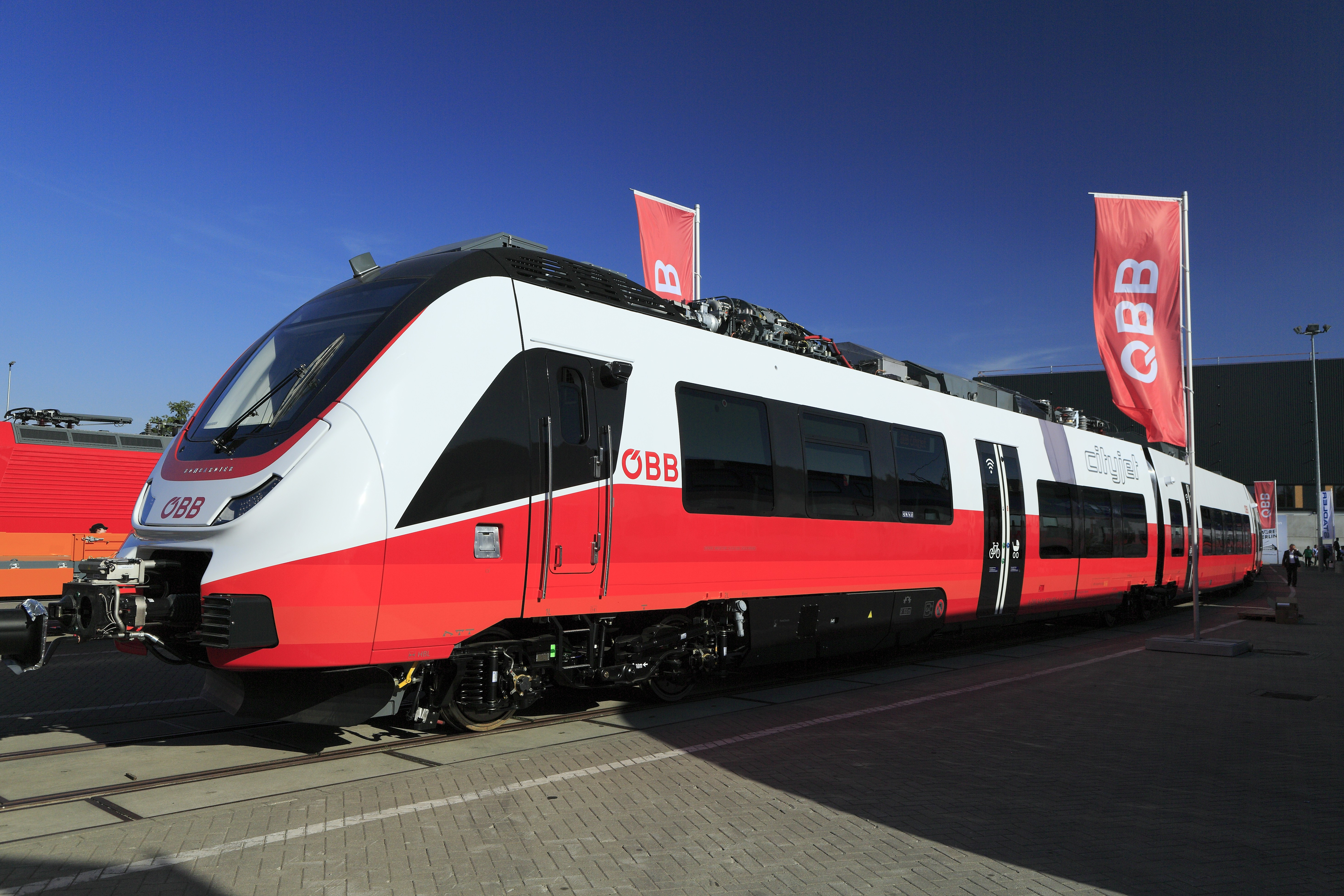
ÖBB Talent 3 на InnoTrans 2018

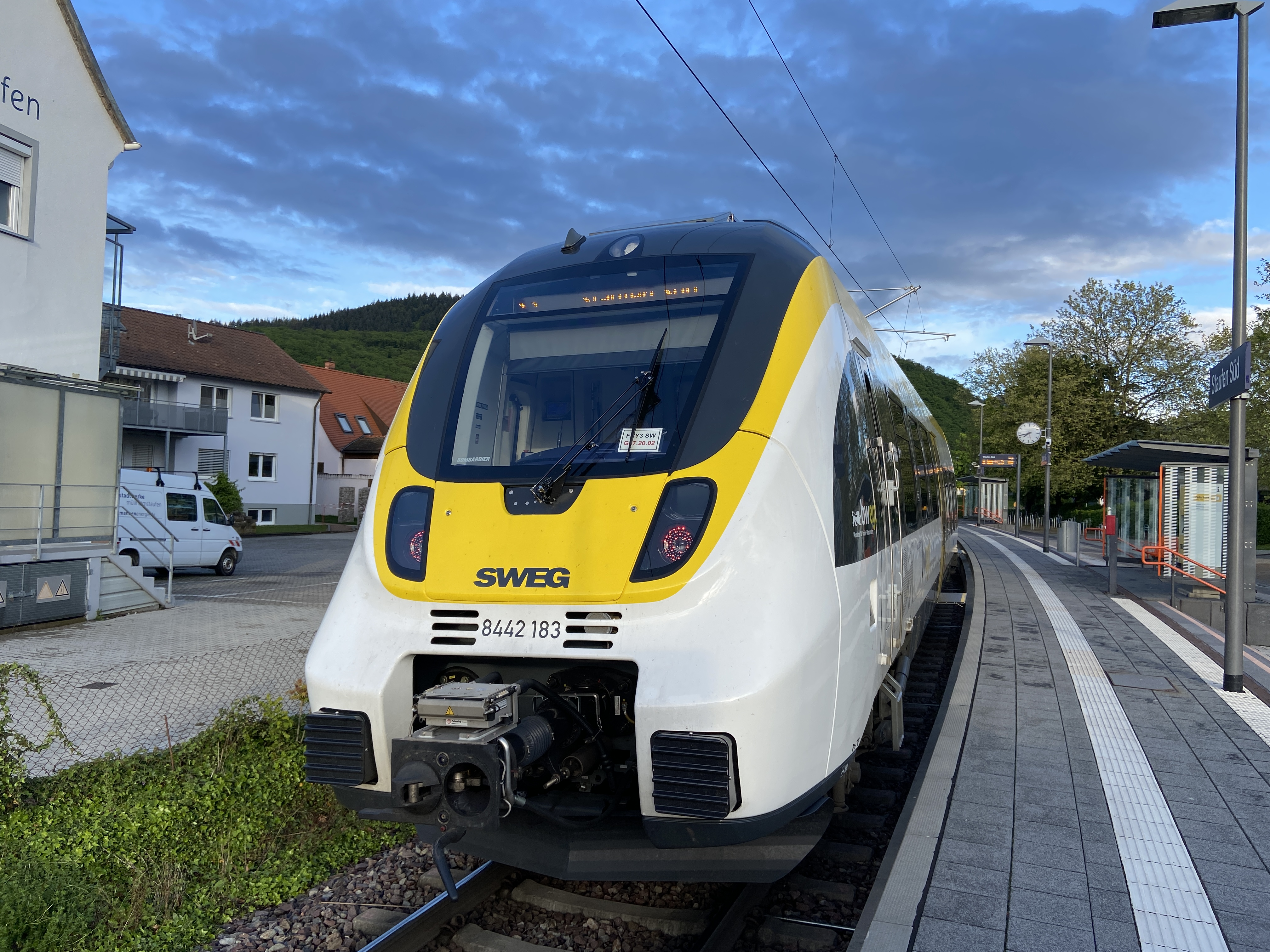
SWEG Talent 3 у травні 2021

CAF Talent 3 — серія автомотрис, розроблених компанією Bombardier Transportation і виготовлених компанією CAF. 
Перше покоління Talent (Talbot leichter Nahverkehrs-Triebwagen) побудовано в 1996 році Waggonfabrik Talbot в Аахені, Німеччина. 
На відміну від Bombardier Talent 2, серія не нова розробка, а подальший розвиток Talent 2, на який Talent 3 схожий візуально. 
На відміну від другого покоління, Talent 3 відповідає не тільки німецьким, а й європейським стандартам.
Перший потяг планувалося ввести в експлуатацію у 2019 році, але перші рейси з пасажирами почалися лише в листопаді 2020 року. 

У листопаді 2021 року Alstom продала права на дизайн Talent 3 компанії CAF, щоб відповідати директиві Європейської комісії, коли вона придбала Bombardier. 

## Технології
Talent 3 — електричні автомотриси (електроживлення через повітряні лінії), але для роботи на неелектрифікованих маршрутах також можуть бути оснащені акумуляторами та паливними елементами. 
Потяги можуть використовкватись як S-Bahn, регіональні поїзди або поїзди далекого прямування з можливістю різної довжини вагонів і розташування дверей. 
Крім того, доступна максимальна швидкість 160 або 200 км/год. 
Поїзди доступні для всіх чотирьох європейських енергосистем 1,5 і 3 кВ постійного струму, а також 15 кВ, 16,7 Гц і 25 кВ, 50 Гц змінного струму та як багатосистемні агрегати. 
Висоту підлоги можна регулювати відповідно до висоти платформи (550, 760 і 960 мм). 
Багатоскладові потяги можуть бути оснащені європейською системою керування поїздом ETCS і відповідати TSI та європейським стандартам. 

Як і в попередніх двох серіях, кузови вагонів мають вигнуті назовні бічні стінки, а отже, мають овальний поперечний переріз. 
Версія з шістьма вагонами і довжиною 104,5 м має близько 300 місць для сидіння та до 42 паркувальних місць для велосипедів (кількість яких можна зменшити в холодну пору року, наприклад, на підставку для лиж). 
Він досягає прискорення до 0,98 м/с² 

і дозволений для максимальної швидкості 160 км/год.

## Використання
Компанія Bombardier представила Talent 3 на виставці InnoTrans у вересні 2016 року. 

Того місяця ÖBB оголосила про попередню угоду про придбання до 300 потягів. 

Угоду офіційно підписано разом із твердим замовленням на перші 21 потяги, які будуть експлуатуватися з бази у Форарльберзі, у грудні. 

У травні 2017 року ÖBB оголосила про замовлення на додаткові 25 потягів для обслуговування в Тіролі та транскордонних операцій з Італією. 
 
Будівництво перших Talent 3 для ÖBB почалося 17 вересня, а постачання заплановано на квітень 2019 року. 

У службі ÖBB вони мали отримати назву клас 4758. 

Через затримки замовлення скасували у 2021 році. 

У березні 2017 року німецький оператор Vlexx замовив 21 потяг Talent 3 для експлуатації в землях Саар і Рейнланд-Пфальц, які мали почати роботу в грудні 2019 року. 

Запуск поїздів розпочато в березні 2020 року. 

## Дизайн

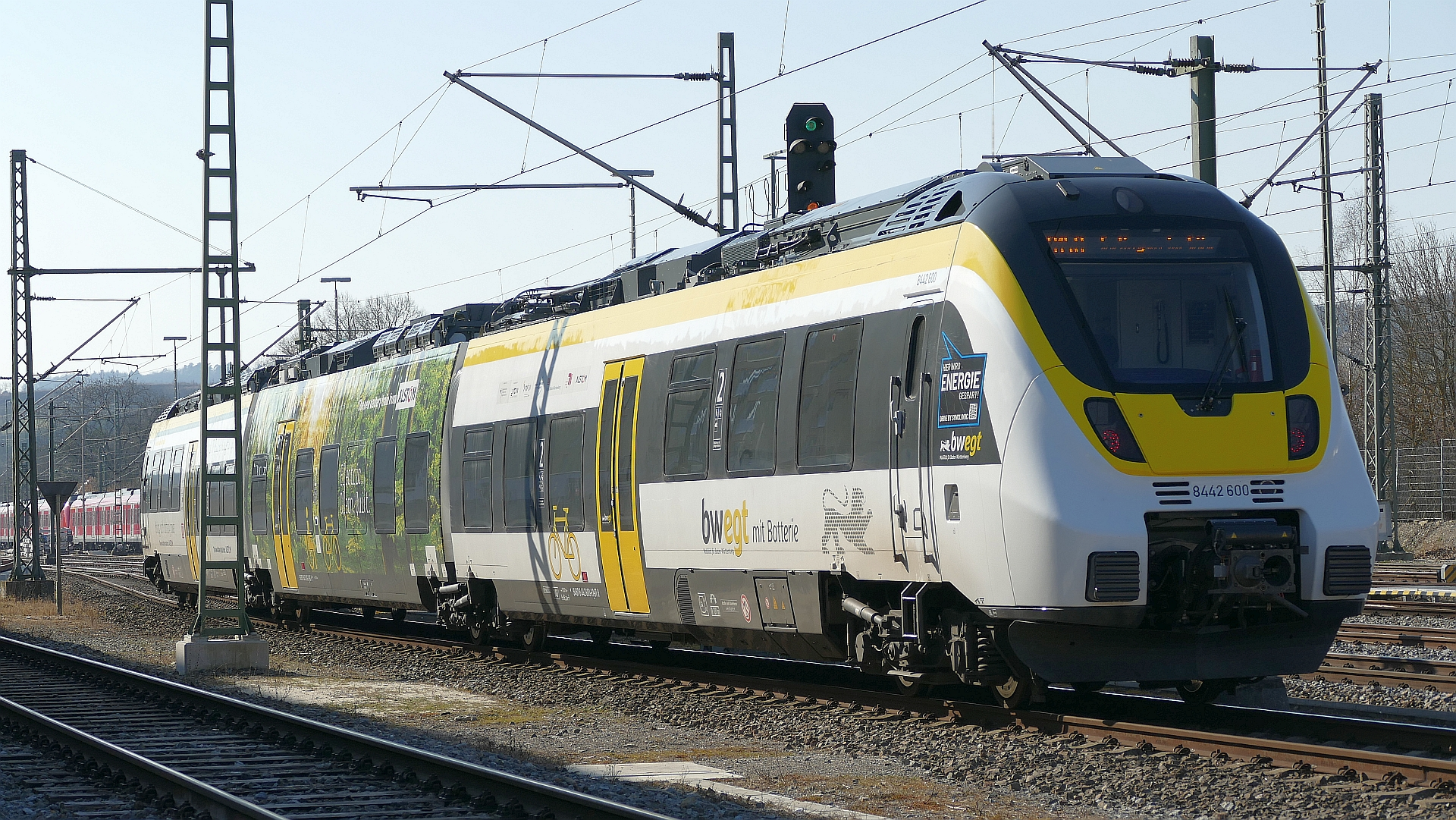
Акумуляторна автомотриса Talent 3 поблизу Герренбергу, Німеччина

Talent 3 базується на попередніх конструкціях Talent і Talent 2 із ширшим кузовом, більшими дверима та нижчою підлогою для збільшення місткості та покращення пасажиропотоку на станційних зупинках. 

Залежно від запланованої схеми обслуговування, Talent 3 може курсувати із максимальною швидкістю 160 або 200 км/годину. 

Потяги Talent 3 можуть відрізнятися за довжиною залежно від вимог замовника — ÖBB замовив потяги з шести вагонів місткістю 300 пасажирів, 
 
тоді як Vlexx замовив потяги з трьох вагонів, які перевозять до 160 пасажирів. 

У вересні 2018 року представлено прототип Talent 3, здатний працювати від літієвої батареї. 